# Dilip Mehta
Dilip Metha (nacido en 1952 en Nueva Delhi) es un reportero gráfico y director. Mehta, ciudadano canadiense, divide su tiempo entre Nueva York, Delhi y Toronto. Su trabajo como reportero gráfico ha aparecido en medios como The New York Times, Newsweek, National Geographic y Time. La cobertura de cinco años de Mehta de la tragedia de gas de Bhopal le permitió ganar numerosos premios incluyendo el premio World Press y premio Overseas Press. Su siguiente proyecto como director fue Cocinando con Stella, coescrito con su hermana Deepa Mehta, directora y guionista conocida por su película Water, nominada al Oscar. Su debut como director fue con La Mujer Olvidada, inspirada por su trabajo en el set de rodaje de Water.